# Pedofobia
Pedofobia (dos radicais gregos παιδ, paid, criança + φόβος, "fobos" fobia) é uma fobia caracterizada pelo medo, aversão ou ódio a crianças.

## Análise científica
O medo de crianças tem sido diagnosticado e tratado pela Psiquiatria, estando disponíveis estudos que avaliam os efeitos de múltiplas formas de tratamento. Vários sociólogos têm considerado os "medos contemporâneos relacionados à criança e à infância", e.g. pedofobia, como "contribuindo para a construção social da infância em curso", sugerindo que "relações de poder entre gerações, nas quais as vidas das crianças são limitadas pela vigilância dos adultos" afectam muitos aspectos da sociedade. Vários estudos têm vindo a identificar o medo de crianças como um factor que afecta a concepção biológica nos seres humanos.

## Percepção popular
A pedofobia é a razão de existir de muitos movimentos internacionais de justiça social direccionados a jovens e crianças, incluindo os Direitos da Criança e a participação juvenil. Save the Children and Children's Defense Fund são algumas das organizações internacionais de primeira linha direccionadas à pedofobia, tanto directa como implicitamente. Algumas organizações, no entanto, em particular aquelas associadas ao movimento dos direitos dos jovens, afirmam que esses movimentos contribuem para perpetuar a pedofobia.
A complexidade deste conceito é exacerbada por peritos como Letty Cottin Pogrebin, editora fundadora da Ms. magazine, que diz-se ter diagnosticado uma "epidemia de pedofobia" em curso na América, afirmando que "embora muitos de nós abram uma excepção para os próprios filhos, não parecemos ser particularmente calorosos para com os filhos dos outros".

## Causas
Um autor sugere que a causa do medo de crianças no meio académico, deriva especificamente da distinta percepção que os adultos têm sobre as capacidades das crianças, tendo escrito que "as crianças embaraçam-nos porque elas sempre apontam de modo demasiado arguto e claro para a nossa negação de  um histórico pessoal, material e materno." Um outro relatório sugere que a fonte das tendências actuais sobre o medo de crianças tem uma origem específica, nomeadamente:
James Q. Wilson, professor na Faculdade de Gestão da UCLA... já em 1975... ajudou a inaugurar o presente clima de pedofobia quando disse que: 'uma massa crítica de jovens... produz um aumento explosivo na quantidade de crimes.'
O modo como é modernamente percebido o fenómeno da pedofilia tem sido igualmente apontado como um dos factores geradores de pedofobia nas últimas décadas, devido ao aviltamento de vários paradigmas anteriormente associados à infância e à criança, hoje vistos com estranheza e repugnância.

## Resolução do problema
Organizações ligadas ao serviço social, aos direitos humanos, e à justiça social, há décadas que têm vindo a combater o medo de crianças. As Nações Unidas criaram a convenção dos direitos da criança, implicitamente concebida para tratar a pedofobia promovendo a igualdade intergeracional entre crianças e adultos.
A pedofobia tem vindo a ser particularmente tratada pela Academia, o que se tornou especialmente evidente com a criação da disciplina de Estudos juvenis. A influência do medo de crianças na cultura popular americana tem sido visto por analistas de midia críticos que identificaram os efeitos da pedofobia em filmes da Disney e filmes de terror.
Um largo espectro de outros autores e académicos, entre os quais Henry Giroux, Mike Males e Barbara Kingsolver, têm vindo a sugerir que o moderno medo de crianças da cultura popular irradia da corporatização dos meios de comunicação social, e da sua cumplicidade num conjunto de interesses políticos e económicos. Males parece ser quem vai mais longe, tendo escrito uma obra inteiramente dedicada a este tema.